# Adrián Chávez
Adrian Chávez (ur. 27 czerwca 1962 w Meksyku) -  były meksykański piłkarz grający na pozycji bramkarza. Uczestnik Mundialu 1994. Grał m.in. w klubach Club América oraz Club León.